# Veliki São Paulo
Veliki São Paulo (portugalsko Grande São Paulo}n) je nespecifičen izraz za eno od številnih definicij velikega metropolitanskega območja v zvezni državi São Paulo v Braziliji.

## Metropolitansko območje
Zakonsko opredeljen poseben izraz Região Metropolitana de São Paulo (RMSP), ena definicija za metropolitanski São Paulo, sestavlja 39 občin, vključno z glavnim mestom države São Paulo.
RMSP v São Paulu je znan kot finančno in gospodarsko središče Brazilije s skupno populacijo 20.743.587 prebivalcev (popis 2022). Največje občine so São Paulo z 11.451.245 prebivalci, Guarulhos z 1.291.784 prebivalci ter več občin z več kot 500.000 prebivalci, kot sta São Bernardo do Campo (810.729 prebivalcev) in Santo André (748.919 prebivalcev) v regija ABC. Regija ABC (od Santo André, São Bernardo do Campo in São Caetano do Sul) na jugu Grande São Paula je pomembna lokacija za industrijske korporacije, kot sta Volkswagen in Ford. Predstavlja 'jedrna' mesta širše regije.

### Razširjeno metropolitansko območje
Razširjeno metropolitansko območje São Paula (Complexo Metropolitano Estendido de São Paulo) je aglomeracija petih sosednjih metropolitanskih območij, ki so prerasla eno v drugo, in treh mikroregij, v katerih prevladuje São Paulo. Ima več kot 33 milijonov prebivalcev, kar je 75 % prebivalstva celotne zvezne države São Paulo, in je sestavljena iz sosednjih entitet:
| Zakonsko določeno okrožje                              | štev. Prebivalcev (2016 IBGE ocena) | Sedež               | štev. Prebivalcev (2016 IBGE ocena) |
| ------------------------------------------------------ | ----------------------------------- | ------------------- | ----------------------------------- |
| Metropolitanska regija São Paulo                       | 23.455.256                          | São Paulo           | 12.138.175                          |
| Metropolitanska regija Campinas                        | 3.631.528                           | Campinas            | 1.173.370                           |
| Metropolitanska regija Vale do Paraíba e Litoral Norte | 2.575.879                           | São José dos Campos | 888.792                             |
| Metropolitanska regija Sorocaba                        | 2.108.425                           | Sorocaba            | 652.481                             |
| Metropolitanska regija Baixada Santista                | 1.913.033                           | Santos, São Paulo   | 434.359                             |
| Urbana aglomeracija Piracicaba                         | 1.552.691                           | Piracicaba          | 394.419                             |
| Urbana aglomeracija Jundiaí                            | 780.927                             | Jundiaí             | 405.740                             |
| Regija Bragança Paulista                               | 510.299                             | Bragança Paulista   | 162.435                             |
| Razširjeni metropolitanski kompleks São Paula          | 36.315.721                          |                     |                                     |

## Površina
Območje metropolitanske regije São Paulo – 7946 kvadratnih kilometrov – ustreza manj kot tisočinki brazilske površine in nekaj več kot 3 % ozemlja São Paula. Ima približno enake dimenzije kot nekatere države, kot sta Libanon (10.452 km²) in Jamajka (10.991 km²), in večje od tistih v državah, kot je Luksemburg (2586 km²).
Urbanizirano območje obsega 2200 kvadratnih kilometrov, torej nekaj okoli 221 tisoč blokov. Med letoma 1962 in 2002 se je urbano območje povečalo z 874 km² na 2209 km² – kar je prostorsko praktično enako, kot če bi v štiridesetih letih vključili mesto velikosti Piracicabe. Metropola trpi zaradi procesa somestja, zaradi katerega so mesta izgubila svoje fizične meje – zaradi rasti mestnega območja São Paula proti sosednjim mestom – kar je povzročilo neprekinjeno urbano zaplato.

## Gospodarstvo
Metropolitanska regija São Paulo je največje središče nacionalnega bogastva. Dohodek na prebivalca je leta 2011 dosegel približno 38.348 R$. Metropola centralizira poveljstvo velikega zasebnega kapitala, kjer je koncentrirana večina brazilskih sedežev najpomembnejših industrijskih, komercialnih in predvsem finančnih kompleksov, ki nadzorujejo gospodarske dejavnosti v državi.
Ti pojavi so v metropolitanski regiji povzročili in zgostili vrsto sofisticiranih storitev, ki jih opredeljuje njihova intimna odvisnost od kroženja in transporta informacij: med drugim načrtovanje, oglaševanje, trženje, zavarovanje, finance in svetovanje. Regija ima bruto domači proizvod (BDP) 760,04 milijarde R$ (2011). Leta 2011 je predstavljal 56,32 % BDP São Paula.
Veliki São Paulo je dom štirih od tridesetih mest z najboljšo infrastrukturo v Braziliji, s São Paulom na prvem mestu, São Bernardo do Campo in Guarulhosom na devetem mestu ter Santo Andréjem na sedemindvajsetem mestu.